# Trachinocephalus atrisignis
Espèce
Statut de conservation UICN

 DD 27 septembre 2019 : Données insuffisantes
Trachinocephalus atrisignis est une espèce de poissons de la famille des Synodontidae.

## Systématique
L'espèce Trachinocephalus atrisignis a été décrite pour la première fois en 2019 par l'ichtyologue russe Artem Mikhailovich Prokofiev (d).

## Distribution
Cette espèce est présente dans l'océan Indien, plus particulièrement au large de la Somalie et des côtes est de l'Afrique du sud.

## Description
Trachinocephalus atrisignis présente les caractéristiques des Synodontidae de son genre, à savoir une tête large proportionnellement au reste du corps et semblable à celle de la vive.
Cette espèce se distingue des autres espèces de son genre de par la présence d'un point noir sur le sommet de la nageoire dorsale, ainsi qu'un nombre de vertèbres généralement plus faible.

## Étymologie
Son épithète spécifique, atrisignis, des mots latins « ater », noir et « signum », marque, emprunte, fait référence au point noir que l'espèce comporte sur sa nageoire dorsale.

## Publication originale
- (en) A. M. Prokofiev, « A New Species of Lizardfishes of Genus Trachinocephalus from the Western Indian Ocean (Synodidae) », Journal of Ichthyology, MAIK Nauka/Interperiodica (d) et Springer Science+Business Media, vol. 59, no 3,‎ mai 2019, p. 414-417 (ISSN 0032-9452 et 1555-6425, DOI 10.1134/S0032945219030159, lire en ligne)..